# 熊本県立天草高等学校倉岳校
熊本県立天草高等学校倉岳校（くまもとけんりつ あまくさこうとうがっこう くらたけこう）は、熊本県天草市倉岳町棚底にある県立高等学校で、熊本県立天草高等学校の分校である。

## 沿革
- 1953年(昭和27年)4月 - 修業年限1年の天草農業高等学校別科倉岳分室開設。
- 1964年(昭和39年)4月 - 熊本県立天草高等学校倉岳分校設置。
- 1971年(昭和46年)4月 - 熊本県立倉岳高等学校として独立。
- 2009年(平成21年)4月 - 熊本県立天草高等学校倉岳校に改称。

## 学科
- 普通科

## 部活動

### 運動部
- 活動中の運動部
  - バドミントン部
  - バレーボール部
- 活動できていない運動部
  - 剣道部
  - 野球部
    - 平成26年夏の全国高校野球熊本大会で玉名に40-0で敗れたが、5回コールドゲームの瞬間まで健闘した[1]。翌夏は開新に47-0で敗れる。
    - 野球部は活動できていないが天草高校（本校）の野球部との合同チームとして試合に出場することができる[2]。
- かつて存在した運動部
  - 空手道部
  - 女子バスケットボール部

### 文化部
- 総合文化部